# آدم هيكس
آدم هيكس (بالإنجليزية: Adam Hicks)‏ ممثل ومغني ومؤلف أمريكي. ولد في 28 نوفمبر 1992 في ولاية لاس فيغاس، نيفادا، الولايات المتحدة بدأ مشواره الفني عام 2000.

## وصلات خارجية
- آدم هيكس على موقع IMDb (الإنجليزية)
- آدم هيكس على موقع روتن توميتوز (الإنجليزية)
- آدم هيكس على موقع ألو سيني (الفرنسية)
- آدم هيكس على موقع ميوزك برينز (الإنجليزية)
- آدم هيكس على موقع تيرنر كلاسيك موفيز (الإنجليزية)
- آدم هيكس على موقع أول موفي (الإنجليزية)
- آدم هيكس على موقع إن إن دي بي (الإنجليزية)
- آدم هيكس على موقع ديسكوغز (الإنجليزية)
- آدم هيكس على موقع ديسكوغز (الإنجليزية)
- آدم هيكس على موقع قاعدة بيانات الفيلم (الإنجليزية)
- Official website
- Twitter
- Facebook page